# Our Own Way
Singles de Klaas
What Is Love
(2009) Downtown
(2010)
Our Own Way est une chanson electro house du DJ allemand Klaas sorti en septembre 2009. Le titre atteint le top 10 des meilleures ventes singles et devient numéro un des clubs en France.

## Listes des pistes
| 1. | Our Own Way (Original Mix Edit) | 3:41 |
| 2. | Our Own Way (Klaas Flow Edit)   | 3:09 |
| 3. | Our Own Way (Original Mix)      | 5:53 |
| 4. | Our Own Way (Klaas Flow Mix)    | 5:30 |

## Classement par pays
| Classement       | Meilleure position |
| ---------------- | ------------------ |
| France (SNEP)    | 9                  |
| France (Club 40) | 1                  |